# Australian Open 1975
Wielkoszlemowy turniej tenisowy Australian Open w 1975 roku rozegrano w Melbourne w dniach 21 grudnia - 1 stycznia.

## Zwycięzcy

### Gra pojedyncza mężczyzn
- John Newcombe (AUS) - Jimmy Connors (USA) 7:5, 3:6, 6:4, 7:6

### Gra pojedyncza kobiet
- Evonne Goolagong Cawley (AUS) - Martina Navrátilová (TCH) 6:3, 6:2

### Gra podwójna mężczyzn
- John Alexander (AUS)/Phil Dent (AUS) - Bob Carmichael (AUS)/Allan Stone (AUS) 6:3, 7:6

### Gra podwójna kobiet
- Evonne Goolagong Cawley (AUS)/Peggy Michel (USA) - Margaret Smith Court (AUS)/Olga Morozowa (SUN) 7:6, 7:6

### Gra mieszana
Nie rozegrano turnieju par mieszanych